# Aphrodisium robustum
Aphrodisium robustum är en skalbaggsart som först beskrevs av Bates 1879.  Aphrodisium robustum ingår i släktet Aphrodisium och familjen långhorningar. Inga underarter finns listade i Catalogue of Life.